# Kaćevo
Kaćevo (izvirno srbsko Каћево) je naselje v Srbiji, ki upravno spada pod Občino Prijepolje; slednja pa je del Zlatiborskega upravnega okraja.

## Demografija
V naselju živi 53 polnoletnih prebivalcev, pri čemer je njihova povprečna starost 52,7 let (49,8 pri moških in 57,6 pri ženskah). Naselje ima 23 gospodinjstev, pri čemer je povprečno število članov na gospodinjstvo 2,39.
Po podatkih popisa iz leta 2002 večino prebivalstva predstavljajo Bošnjaki.
|  |

| Demografija | Demografija     | Demografija     |
| Leto        | Št. prebivalcev | Št. prebivalcev |
| ----------- | --------------- | --------------- |
|             |                 |                 |
|             |                 |                 |
|             |                 |                 |
|             |                 |                 |
| 1948        | 519             |                 |
| 1953        | 635             |                 |
| 1961        | 705             |                 |
| 1971        | 681             |                 |
| 1981        | 492             |                 |
| 1991        | 198             | 194             |
| 2002        | 65              | 55              |
|             |                 |                 |

| Etnična sestava po popisu iz leta 2002 | Etnična sestava po popisu iz leta 2002 | Etnična sestava po popisu iz leta 2002 | Etnična sestava po popisu iz leta 2002 | Etnična sestava po popisu iz leta 2002 |
| -------------------------------------- | -------------------------------------- | -------------------------------------- | -------------------------------------- | -------------------------------------- |
| Bošnjaki                               | Bošnjaki                               |                                        | 45                                     | 81,81%                                 |
| Muslimani                              | Muslimani                              |                                        | 7                                      | 12,72%                                 |
| Srbi                                   | Srbi                                   |                                        | 3                                      | 5,45%                                  |
| Neznano                                | Neznano                                |                                        | 0                                      | 0,0%                                   |